# Herbert Sührig
Herbert Sührig (* 15. April 1900 in Osterode am Harz; † 12. August 1959 in Hamburg) war ein deutscher Politiker (SPD) und Mitglied des Ernannten Hannoverschen Landtages.

## Leben
Sührig besuchte die Volksschule und begann eine Lehre zum Zieseleur. Diese brach er wegen des Ausbruchs des Ersten Weltkrieges ab. Er war in der Metallindustrie tätig und wurde 1917 Mitglied des Deutschen Metallarbeiterverbandes Hannover. 
Mitglied der SPD war Sührig seit 1919. Er wurde 1928 Gewerkschaftssekretär im Deutschen Metallarbeiterverband. 1933 folgte die Enthebung aller Ämter. Er wurde verhaftet und im Konzentrationslager Moringen inhaftiert, dort jedoch 1933 wieder entlassen. Im September 1934 erfolgte eine erneute Verhaftung wegen Vorbereitung zum Hochverrat sowie im August 1944. Im November 1944 wurde er aus der Haft entlassen. 
Ab April 1945 nahm er wieder seine Tätigkeit für die SPD auf. Er wurde Leiter einer politischen Abteilung beim Landratsamt in Osterode. Sührig wurde zum Mitglied des ernannten Hannoverschen Landtages vom 23. August 1946 bis 29. Oktober 1946.